# Hubert Loutsch
Hubert Loutsch (Mondercange, 18 de novembre de 1877 - Brussel·les, 24 de juny de 1946) fou un polític i jurista luxemburguès, Primer Ministre de Luxemburg durant 16 setmanes a partir de novembre de 1915 al febrer de 1916.
Loutsch era advocat de professió. El 6 de novembre de 1915 va ser nomenat primer ministre, i Ministre d'Afers Exteriors. El Govern Loutsch va ser constituït únicament per membres del Partit de la Dreta, però l'esquerra tenia majoria a la Cambra de Diputats. A partir d'aleshores, la Gran Duquessa Maria Adelaida va dissoldre la legislatura el 23 de desembre de 1915. La nova Cambra, tampoc va donar la majoria al Partit de la Dreta. L'11 de gener 1916, el govern Loutsch va perdre un vot de confiança, i va ser succeït per Victor Thorn el 24 de febrer de 1916.
De 1920 a 1934 va ser president de la companyia d'assegurances La Luxembourgeoise. De 1925 a 1934 va ser diputat a la Cambra de Luxemburg.

## Honors
Li van ser concedides les següents distincions:
- Comandant de l'Orde de la Corona de Roure
- Gran Oficial de l'Orde d'Adolf de Nassau
- Gran Creu de l'Orde de la Corona d'Itàlia